# Грег Кронін
Грег Кронін (англ. Greg Cronin; нар. 2 червня 1963) — американський професійний хокейний тренер. Наразі головний тренер команди НХЛ «Анагайм Дакс». Раніше він був головним тренером команди АХЛ «Колорадо Іглз».